# Central (Alaska)
Central est une localité d'Alaska aux États-Unis dans la Région de recensement de Yukon-Koyukuk, sur la Steese Highway. Chaque mois de février, Central est un point de contrôle de la Yukon Quest course annuelle de chiens de traîneaux. Au recensement de 2010 sa population était de 96 habitants.

## Situation - climat
Elle est située à environ 201 km au nord-est de Fairbanks et à 45 km au sud-ouest de Circle.
Les températures extrêmes sont de −57 °C en janvier à 36 °C en juillet.

## Histoire
Après la découverte d'or dans la région de Circle en 1890, la nécessité d'un hébergement et d'un point d'approvisionnement entre les zones de prospection devint indispensable. Central House a donc été construit aux alentours de 1894, et devint le centre d'une petite communauté de mineurs qui s'y installèrent.
En 1906, la commission des routes d'Alaska commença la construction d'une piste pour chariots afin de remplacer le sentier qui servait aux transports miniers entre Circle et Birch Creek. En 1908, les travaux avaient atteint Central. L'auberge d'origine ayant entièrement brûlé a été reconstruite en 1920, la poste a ouvert en 1925. En 1927, la liaison avec Fairbanks a été achevée. C'est actuellement la Steese Highway.
Les opérations minières se sont poursuivies jusqu'après la Seconde Guerre mondiale, mais ont décliné à partir des années 1960, pour reprendre aux alentours de 1970 avec l'augmentation du prix de l'or pour devenir, en 1978, la zone d'extraction la plus importante d'Alaska avec 200 personnes réparties sur 65 sites miniers.

## Économie
L'économie locale est donc basée sur l'approvionnement des sites d'extraction, et sur le tourisme avec le Circle District Museum, même si les installations de Circle Hot Spring ont été fermées en 2002. De nombreux habitants n'y habitent pas tout au long de l'année.

## Démographie
| 1950 | 1960 | 1970 | 1980 | 1990 | 2000 | 2010 | - |
| ---- | ---- | ---- | ---- | ---- | ---- | ---- | - |
| 41   | 28   | 26   | 36   | 52   | 134  | 96   | - |